# Klettenholothurie
Die Klettenholothurie (Leptosynapta inhaerens) ist eine im nordöstlichen Teil des Atlantischen Ozeans verbreitete Seegurkenart der Familie der Wurmseegurken (Synaptidae). Synonyme Bezeichnungen für die Klettenholothurie sind Holothuria inhaerens, Synapta inhaerens und Synapta bifaria.

## Aussehen und Anatomie
Die Klettenholothurie hat einen wurmförmigen, langen, weichen, blassrosa gefärbten und recht durchsichtigen, bis zu 30 cm langen Körper mit zwölf gefingerten Mundfühlern (Tentakeln) und ohne Saugfüßchen. An jedem Tentakel sitzen 5 bis 7 Paar seitliche Fingerchen und an der Spitze ein weiteres, unpaares Fingerchen. An der Innenseite der Fingerchen sitzen 2 Längsreihen kleiner, runder Sinnesorgane. Das Wassergefäßsystem beschränkt sich wie bei anderen Wurmseegurken auf den Mundring, der die Mundfühler versorgt. Die in der Haut sitzenden Kalkelemente sind als Anker sowie als Ankerplättchen mit 6, manchmal 7 gesägten Löchern und ohne Henkel ausgebildet, durch die sich die Holothurie „ankletten“ kann. Der Kalkring besteht aus 12 radiär durchlöcherten Teilen.

## Verbreitung
Die Klettenholothurie ist im nordöstlichen Teil des Atlantischen Ozeans und in der Nordsee von der Küste Norwegens, entlang aller westlichen Küsten der Britischen Inseln bis zur bretonischen Küste verbreitet. Sie ist in Meerestiefen bis etwa 50 m anzutreffen, nach einem Einzelfund im Golf von Biscaya auch in 173 m Tiefe.

## Lebensraum und Lebensweise
Die Klettenholothurie gräbt sich durch reinen oder schlammigen Sand und baut auf diese Weise Wohnhöhlen, aus denen sie ihre Mundfühler oder auch einen Teil des Körpers herausstreckt, um Nahrungspartikel aus Detritus von der Substratoberfläche aufzusammeln.

## Entwicklungszyklus
Die Klettenholothurie ist im Gegensatz zu den meisten Holothurien Zwitter. Die Gameten werden ins freie Meerwasser entlassen, wo die Befruchtung stattfindet. Aus den Zygoten entwickeln sich frei schwimmende, planktonfressende Doliolaria-Larven, die später zu kriechenden Seegurken metamorphosieren.